# 第一次桂內閣
第一次桂內閣（日语：／ Daiichiji Katsura Naikaku */?）是日本陸軍大將桂太郎就任第11任內閣總理大臣（首相）後，自1901年（明治34年）6月2日至1906年1月7日組成的內閣。自第一次桂內閣起，日本政府由桂太郎及西園寺公望輪流主掌長達十年，史稱桂園時代。此外，本內閣總任期達1681日之久，是日本政治史上任期最長的內閣，也是二戰前最穩定的內閣；由於今日的日本內閣多於次屆眾議院議員總選舉後即總辭，代表其任期最長僅能達到與眾議院議員相當的4年（約1460日），因此這個紀錄基本上已不可能被超越。

## 概要
1901年，因大藏大臣渡邊國武與其他內閣成員之間在財務預算問題上意見分歧，使時由伊藤博文領導的第四次伊藤內閣內部關係漸起分裂；加上與伊藤不睦的山縣有朋一派持續擾亂政府運作，伊藤不堪負荷，遂於1901年5月提請辭職。伊藤內閣於1901年6月總辭，並依元老會議結果推舉山縣一派人馬桂太郎繼任組閣；在經明治天皇同意任命後，桂於1901年6月就任為內閣總理大臣。
1904年2月，日本與俄羅斯帝國為爭奪在朝鮮半島和中國東北的勢力範圍爆發戰爭，史稱日俄戰爭。翌年9月，在日軍佔有優勢的情況下，雙方決定接受時任美國總統狄奧多·羅斯福之協調，於美國新罕布夏州樸茨茅斯簽訂《樸茨茅斯條約》。儘管日本通過此條約取得許多權利，但由於日方未索取賠償金，自條約所得之利益也與日本在戰爭中的損失相差甚大，使桂內閣受到國內民眾及政府右翼人士的抨擊，更引發了明治維新後最大的民間抗爭日比谷縱火事件，使東京被迫戒嚴；政府事後更逮捕了兩千多人，其中被起訴者多達三百八十餘人。桂內閣聲勢因而更加低落，終被迫於次年1月總辭，並由桂推薦時任立憲政友會總裁的西園寺公望繼任。

## 內閣成員
除部分特殊情況外，本內閣閣員皆於1901年6月2日就任。

### 國務大臣
| 職位名       | 人數 | 姓名及肖像 | 姓名及肖像 | 出身                         | 其它職務                        | 備註                                          |
| ------------ | ---- | ---------- | ---------- | ---------------------------- | ------------------------------- | --------------------------------------------- |
| 內閣總理大臣 | 11   | 桂太郎     |            | 陸軍大將 子爵                | 臨時兼任內務大臣及文部大臣      | 無                                            |
| 外務大臣     | -    | 曾禰荒助   |            | 貴族院 無黨籍                | 大藏大臣                        | 1901年9月21日卸任                             |
| 外務大臣     | 12   | 小村壽太郎 |            | 外務省 男爵                  | 無                              | 初次入閣 1901年9月21日就任                    |
| 内務大臣     | 16   | 内海忠勝   |            | 内務省 男爵                  | 無                              | 初次入閣 1903年7月15日卸任                    |
| 内務大臣     | 17   | 兒玉源太郎 |            | 陸軍中將 男爵                | 臺灣總督                        | 1903年7月15日就任 1903年10月12日卸任          |
| 内務大臣     | 18   | 桂太郎     |            | 陸軍大將 子爵                | 內閣總理大臣                    | 1903年10月12日就任 1904年2月20日卸任          |
| 内務大臣     | 19   | 芳川顯正   |            | 貴族院 無黨籍 子爵           | 無                              | 1904年2月20日就任 1905年9月16日卸任           |
| 内務大臣     | 20   | 清浦奎吾   |            | 貴族院 無黨籍（研究會）      | 兼任農商務大臣                  | 1905年9月16日就任                             |
| 大藏大臣     | 10   | 曾禰荒助   |            | 貴族院 無黨籍                | 臨時兼任外務大臣 兼任農商務大臣 | 無                                            |
| 陸軍大臣     | 6    | 兒玉源太郎 |            | 陸軍中將 男爵                | 臺灣總督                        | 自上任內閣留任 1902年3月27日卸任              |
| 陸軍大臣     | 7    | 寺内正毅   |            | 陸軍中將                     | 無                              | 初次入閣 1902年3月27日就任                    |
| 海軍大臣     | 5    | 山本權兵衛 |            | 海軍中將                     | 無                              | 自上任內閣留任                                |
| 司法大臣     | 11   | 清浦奎吾   |            | 貴族院 無黨籍（研究會）      | 兼任農商務大臣                  | 1903年9月22日卸任                             |
| 司法大臣     | 12   | 波多野敬直 |            | 司法省                       | 無                              | 初次入閣 1903年9月22日就任                    |
| 文部大臣     | 16   | 菊池大麓   |            | 貴族院 無黨籍（研究會） 男爵 | 無                              | 初次入閣 1903年7月17日卸任                    |
| 文部大臣     | 17   | 兒玉源太郎 |            | 陸軍中將 男爵                | 兼任內務大臣 臺灣總督           | 1903年7月17日就任 1903年9月22日卸任           |
| 文部大臣     | 18   | 久保田讓   |            | 貴族院 無黨籍（研究會）      | 無                              | 初次入閣 1903年9月22日就任 1905年12月14日卸任 |
| 文部大臣     | 19   | 桂太郎     |            | 陸軍大將 子爵                | 內閣總理大臣                    | 1905年12月14日就任                            |
| 農商務大臣   | 18   | 平田東助   |            | 貴族院 無黨籍（茶話会） 男爵 | 無                              | 初次入閣 1903年7月17日卸任                    |
| 農商務大臣   | 19   | 清浦奎吾   |            | 貴族院 無黨籍（研究會）      | 兼任司法大臣                    | 1903年7月17日就任                             |
| 遞信大臣     | 12   | 芳川顯正   |            | 貴族院 無黨籍 子爵           | 無                              | 1903年7月17日卸任                             |
| 遞信大臣     | 13   | 曾禰荒助   |            | 貴族院 無黨籍                | 大藏大臣                        | 1903年7月17日就任 1903年9月22日卸任           |
| 遞信大臣     | 14   | 大浦兼武   |            | 貴族院 無黨籍                | 無                              | 1903年9月22日就任                             |

### 其他
| 職位名         | 人數 | 姓名及肖像 | 姓名及肖像 | 出身          | 其它職務     | 備註                             |
| -------------- | ---- | ---------- | ---------- | ------------- | ------------ | -------------------------------- |
| 內閣書記官長   | 12   | 柴田家門   |            | 貴族院 無黨籍 | 無           | 無                               |
| 內閣法制局長官 | 9    | 奧田義人   |            | 農商務省      | 內閣恩給局長 | 自上任內閣留任 1902年9月26日卸任 |
| 內閣法制局長官 | 10   | 一木喜德郎 |            | 貴族院 無黨籍 | 內閣恩給局長 | 1902年9月26日就任                |

## 外部連結
- 首相官邸 第一次桂內閣閣僚名簿 （页面存档备份，存于） （日語）